# Lista zawodów w łyżwiarstwie synchronicznym w roku 2011
Lista zawodów w łyżwiarstwie synchronicznym w roku 2011, obejmuje ważniejsze zawody, rozegrane w tym roku, w łyżwiarstwie synchronicznym. W dyscyplinie tej, pojęcie sezonu obejmuje okres od stycznia do kwietnia, choć w zawodach krajowych, zdarzają się imprezy, rozgrywane jesienią przed. 

## Zawody międzynarodowe
| Termin                 | Miejsce               | Nazwa                                                  | Uwagi    |
| ---------------------- | --------------------- | ------------------------------------------------------ | -------- |
| 13 - 15 stycznia       | Berlin, Niemcy        | Cup of Berlin Senior, Junior, Novice                   | Wyniki   |
| 21 - 23 stycznia       | Salzburg, Austria     | Mozart Cup Senior, Junior, Novice                      | Wyniki   |
| 28 - 30 stycznia       | Praga, Czechy         | Prague Cup Senior, Junior, Novice                      | odwołano |
| 31 stycznia - 5 lutego | Erzurum, Turcja       | Zimowa Uniwersjada Senior                              | Wyniki   |
| 4 - 5 lutego           | Rouen, Francja        | French Cup Senior, Junior, Novice                      | Wyniki   |
| 11 - 13 lutego         | Mediolan, Włochy      | Spring Cup Senior, Junior, Novice                      | Wyniki   |
| 25 - 27 lutego         | Miszkolc, Węgry       | Jegvirag Cup Senior, Junior, Novice                    | odwołano |
| 3 - 5 marca            | Zagrzeb, Chorwacja    | Zagreb Snowflakes Trophy Senior, Junior, Novice        | Wyniki   |
| 10 - 12 marca          | Neuchâtel, Szwajcaria | Synchronized Skating Junior World Challenge Cup Junior | Wyniki   |
| 8 - 9 kwietnia         | Helsinki, Finlandia   | Mistrzostwa Świata Senior                              | Wyniki   |

## Zawody krajowe

### Sezon 2010/2011
Patrz: Początek sezonu 2010/2011
| Termin        | Miejsce | Nazwa                             | Uwagi    |
| ------------- | ------- | --------------------------------- | -------- |
| 10-12 marca   | Łódź    | Puchar Łodzi Novice, Adults       | Wyniki   |
| 26-27 marca   | Opole   | Opolska Łyżwa                     | odwołane |
| 7-10 kwietnia | Kraków  | Mistrzostwa Polski Junior, Novice | Wyniki   |